# Новий Зґлехув
Новий Зґлехув (пол. Nowy Zglechów) — село в Польщі, у гміні Сенниця Мінського повіту Мазовецького воєводства.
Населення — 218 осіб (2011).
У 1975-1998 роках село належало до Седлецького воєводства.

## Демографія
Демографічна структура станом на 31 березня 2011 року:
|          | Загалом | Допрацездатний вік | Працездатний вік | Постпрацездатний вік |
| -------- | ------- | ------------------ | ---------------- | -------------------- |
| Чоловіки | 116     | 32                 | 68               | 16                   |
| Жінки    | 102     | 17                 | 61               | 24                   |
| Разом    | 218     | 49                 | 129              | 40                   |